# اچ‌ام‌اس اترستون (ام۳۸)
اچ‌ام‌اس اترستون (ام۳۸) (به انگلیسی: HMS Atherstone (M38)) یک کشتی است که طول آن 60 m می‌باشد. این کشتی در سال ۱۹۸۶ ساخته شد.